# Кукківон

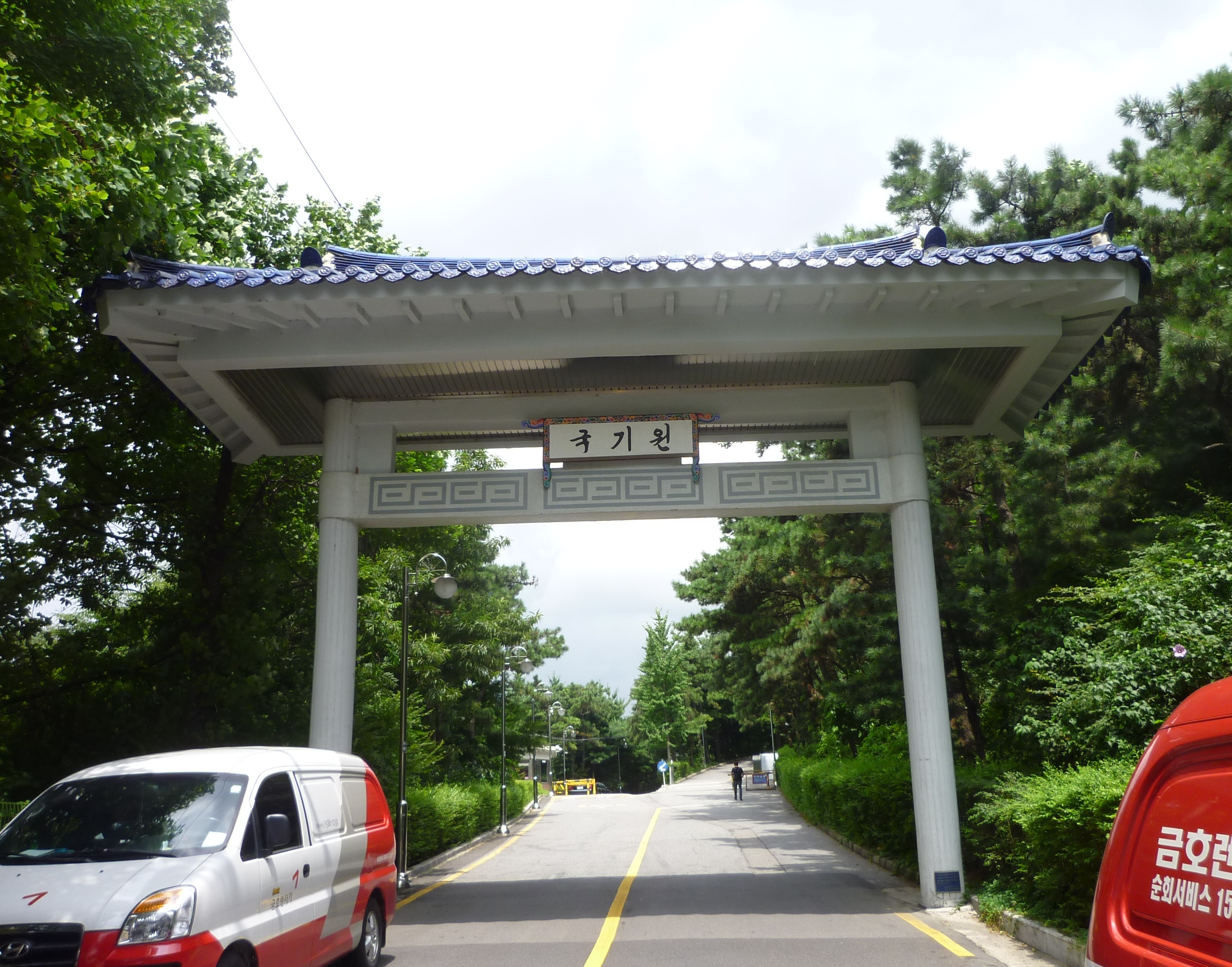
В'їзд на територію центру.

Кукківон — головний навчальний центр тхеквондо, розташований в південній частині Сеулу, Корея. Будівлю Кукківону було відкрито 30 листопада 1972 року.

## Основні завдання
Єдиний навчальний центр, розташований в будівлі вирішує п'ять основних завдань:
- Офіційне привласнення данів і видача сертифікатів студентам Кукківону і представникам національних федерацій, що входять до складу Всесвітньої федерації тхеквондо.
- Підготовка інструкторів і популяризація тхеквондо в усьому світі.
- Дослідження і розвиток техніки тхеквондо.
- Ведення хроніки рекордів, видання підручників та навчальних посібників, випуск навчально-методичних відеофільмів.
- Технічна допомога Всесвітній федерації тхеквондо та іншим організаціям, пов'язаним з цим видом спорту.

## Будівля
Будівля з оригінальним дахом в національному корейському стилі розташована в престижному районі Сеула Каннамгу. Роботи з його спорудження були розпочаті 19 листопада 1971 року. Загальна вартість склала понад 1 мільйон доларів.
Загальна площа першого поверху Кукківону становить 10 000 м². Будівля включає:
- Арену для змагань;
- Стадіон (для глядачів);
- Пансіонат;
- Дві аудиторії;
- Дві роздягальні;
- Дві душові кімнати;
- Клініку;
- Комп'ютерний зал;
- Два адміністративних офіси;
- Сім канцелярій;
- Павільйон;
- П'ять кімнат відпочинку;
- Кафетерії;
- Приміщення для охорони.

Крім того, на території є окрема будівля, в якому розташовані: на першому поверсі кафе, на другому поверсі музей (вхід безкоштовний).
Поруч є магазин, де можна купити спортивну екіпіровку і сувеніри.
У будівлі проводилося багато міжнародних і місцевих турнірів з тхеквондо, включаючи перший і другий Чемпіонати Світу, а також Азійська першість.